# Supercup (Handballturnier) 2003
Der Supercup 2003 war die 13. Austragung des Supercups im Handball der Männer. Das Turnier mit sechs teilnehmenden Nationalmannschaften fand vom 29. Oktober bis 2. November 2003 in Deutschland statt. Die Vorrunde wurde in der Arena Leipzig ausgetragen, die Finalspiele  in der erdgasarena in Riesa. Sieger wurde zum zweiten Mal nach 1991 Spanien.
Sponsor war die Centrale Marketing-Gesellschaft der deutschen Agrarwirtschaft (CMA), nach deren QS-Prüfsiegel der Pokalwettbewerb QS-Supercup hieß.

## Vorrunde

### Gruppe A
| Pl. | Land        | Sp. | S | U | N | Tore    | Diff. | Punkte |
| --- | ----------- | --- | - | - | - | ------- | ----- | ------ |
| 1.  | Schweden    | 2   | 2 | 0 | 0 | 062:500 | +12   | 4      |
| 2.  | Deutschland | 2   | 1 | 0 | 1 | 061:520 | +9    | 2      |
| 3.  | Russland    | 2   | 0 | 0 | 2 | 047:680 | −21   | 0      |

| 29. Oktober 2003 | Schweden                     | 30:25   | Deutschland                          | Arena, Leipzig Zuschauer: 3.300 Schiedsrichter: Goulao, Macau |
| 29. Oktober 2003 | meiste Tore: Marcus Ahlm (8) | (16:14) | meiste Tore: Christian Schwarzer (6) | Arena, Leipzig Zuschauer: 3.300 Schiedsrichter: Goulao, Macau |
| 29. Oktober 2003 | Spielbericht                 |         |                                      | Arena, Leipzig Zuschauer: 3.300 Schiedsrichter: Goulao, Macau |

| 30. Oktober 2003 | Schweden                                         | 32:25   | Russland                        | Arena, Leipzig Zuschauer: 1.500 Schiedsrichter: Geipel, Helbig |
| 30. Oktober 2003 | meiste Tore: Franzén, Wislander, Ernelind (je 5) | (16:13) | meiste Tore: Alexei Kamanin (6) | Arena, Leipzig Zuschauer: 1.500 Schiedsrichter: Geipel, Helbig |
| 30. Oktober 2003 | Spielbericht                                     |         |                                 | Arena, Leipzig Zuschauer: 1.500 Schiedsrichter: Geipel, Helbig |

| 31. Oktober 2003 | Deutschland                      | 36:22   | Russland                        | Arena, Leipzig Zuschauer: 6.250 Schiedsrichter: Boye, Jensen |
| 31. Oktober 2003 | meiste Tore: Christian Zeitz (6) | (17:10) | meiste Tore: Alexei Kamanin (6) | Arena, Leipzig Zuschauer: 6.250 Schiedsrichter: Boye, Jensen |
| 31. Oktober 2003 | Spielbericht                     |         |                                 | Arena, Leipzig Zuschauer: 6.250 Schiedsrichter: Boye, Jensen |

### Gruppe B
| Pl. | Land       | Sp. | S | U | N | Tore    | Diff. | Punkte |
| --- | ---------- | --- | - | - | - | ------- | ----- | ------ |
| 1.  | Kroatien   | 2   | 2 | 0 | 0 | 045:430 | +2    | 4      |
| 2.  | Spanien    | 2   | 1 | 0 | 1 | 047:470 | ±0    | 2      |
| 3.  | Frankreich | 2   | 0 | 0 | 2 | 047:490 | −2    | 0      |

| 29. Oktober 2003 | Kroatien                           | 23:22  | Frankreich                        | Arena, Leipzig Schiedsrichter: Lemme, Ullrich |
| 29. Oktober 2003 | meiste Tore: Blaženko Lacković (5) | (9:10) | meiste Tore: Jérôme Fernandez (9) | Arena, Leipzig Schiedsrichter: Lemme, Ullrich |
| 29. Oktober 2003 | Spielbericht                       |        |                                   | Arena, Leipzig Schiedsrichter: Lemme, Ullrich |

| 30. Oktober 2003 | Kroatien                                       | 22:21   | Spanien                             | Arena, Leipzig Zuschauer: 3.200 Schiedsrichter: Goulao, Macau |
| 30. Oktober 2003 | meiste Tore: Slavko Goluža, Ivano Balić (je 5) | (10:13) | meiste Tore: Fernando Hernández (6) | Arena, Leipzig Zuschauer: 3.200 Schiedsrichter: Goulao, Macau |
| 30. Oktober 2003 | Spielbericht                                   |         |                                     | Arena, Leipzig Zuschauer: 3.200 Schiedsrichter: Goulao, Macau |

| 31. Oktober 2003 | Spanien                        | 26:25   | Frankreich                                         | Arena, Leipzig Zuschauer: 6.000 Schiedsrichter: Geipel, Helbig |
| 31. Oktober 2003 | meiste Tore: Juanín García (6) | (12:11) | meiste Tore: Jérôme Fernandez, Andrej Golić (je 6) | Arena, Leipzig Zuschauer: 6.000 Schiedsrichter: Geipel, Helbig |
| 31. Oktober 2003 | Spielbericht                   |         |                                                    | Arena, Leipzig Zuschauer: 6.000 Schiedsrichter: Geipel, Helbig |

## Halbfinale
| 1. November 2003 | Deutschland                         | 30:28 n. S.      | Kroatien                      | erdgasarena, Riesa Zuschauer: 3.800 Schiedsrichter: Boye, Jensen |
| 1. November 2003 | meiste Tore: Stefan Kretzschmar (9) | (15:11), (27:27) | meiste Tore: Renato Sulić (5) | erdgasarena, Riesa Zuschauer: 3.800 Schiedsrichter: Boye, Jensen |
| 1. November 2003 | Spielbericht                        |                  |                               | erdgasarena, Riesa Zuschauer: 3.800 Schiedsrichter: Boye, Jensen |

| 1. November 2003 | Spanien                             | 29:27   | Schweden                        | erdgasarena, Riesa Zuschauer: 4.000 Schiedsrichter: Goulao, Macau |
| 1. November 2003 | meiste Tore: Alberto Entrerríos (9) | (15:16) | meiste Tore: Jonas Ernelind (5) | erdgasarena, Riesa Zuschauer: 4.000 Schiedsrichter: Goulao, Macau |
| 1. November 2003 | Spielbericht                        |         |                                 | erdgasarena, Riesa Zuschauer: 4.000 Schiedsrichter: Goulao, Macau |

## Finalspiele

### Spiel um Platz 5
| 1. November 2003 | Russland                        | 32:30   | Frankreich                                     | erdgasarena, Riesa Zuschauer: 3.000 Schiedsrichter: Fleisch, Rieber |
| 1. November 2003 | meiste Tore: Alexei Kamanin (9) | (14:14) | meiste Tore: Narcisse, Burdet, Anquetil (je 6) | erdgasarena, Riesa Zuschauer: 3.000 Schiedsrichter: Fleisch, Rieber |
| 1. November 2003 | Spielbericht                    |         |                                                | erdgasarena, Riesa Zuschauer: 3.000 Schiedsrichter: Fleisch, Rieber |

### Spiel um Platz 3
| 2. November 2003 | Schweden                           | 24:21   | Kroatien                   | erdgasarena, Riesa Zuschauer: 5.900 Schiedsrichter: Goulao, Macau |
| 2. November 2003 | meiste Tore: Sebastian Seifert (4) | (13:10) | meiste Tore: Igor Vori (6) | erdgasarena, Riesa Zuschauer: 5.900 Schiedsrichter: Goulao, Macau |
| 2. November 2003 | Spielbericht                       |         |                            | erdgasarena, Riesa Zuschauer: 5.900 Schiedsrichter: Goulao, Macau |

### Finale
| 2. November 2003 | Spanien                                          | 29:28   | Deutschland                      | erdgasarena, Riesa Zuschauer: 6.100 Schiedsrichter: Boye, Jensen |
| 2. November 2003 | meiste Tore: Iker Romero, Ion Belaustegui (je 8) | (14:14) | meiste Tore: Christian Zeitz (8) | erdgasarena, Riesa Zuschauer: 6.100 Schiedsrichter: Boye, Jensen |
| 2. November 2003 | Spielbericht                                     |         |                                  | erdgasarena, Riesa Zuschauer: 6.100 Schiedsrichter: Boye, Jensen |

## Abschlussplatzierungen
| Platz | Nation      | Spieler | Trainer              |
| ----- | ----------- | --- | -------------------- |
| 1.    | Spanien     | David Barrufet, José Javier Hombrados, Carlos Prieto, Juanín García, Iosu Olalla, Raúl Entrerríos, Xavier O’Callaghan, Ion Belaustegui, Mariano Ortega, Demetrio Lozano, Fernando Hernández, Rubén Garabaya, Manuel Colón, Alberto Entrerríos, Iker Romero, Antonio Carlos Ortega           | César Argilés Blasco |
| 2.    | Deutschland | Henning Fritz, Carsten Lichtlein, Christian Ramota, Pascal Hens, Frank von Behren, Mark Dragunski, Stefan Kretzschmar, Jan-Olaf Immel, Christian Schwarzer, Oliver Roggisch, Markus Baur, Christian Zeitz, Heiko Grimm, Daniel Stephan, Florian Kehrmann, Christian Schöne, Holger Glandorf | Heiner Brand         |
| 3.    | Schweden    | Tomas Svensson, Peter Gentzel, Martin Boquist, Magnus Wislander, Robert Arrhenius, Kim Andersson, Jonas Källman, Mathias Franzén, Johan Petersson, Jonas Larholm, Jonas Ernelind, Marcus Ahlm, Staffan Olsson, Joacim Ernstsson, Sebastian Seifert, Ljubomir Vranjes                        | Bengt Johansson      |
| 4.    | Kroatien    | Nikola Blažičko, Mario Kelentrić, Vlado Šola, Nikša Kaleb, Renato Sulić, Ivano Balić, Blaženko Lacković, Vedran Zrnić, Zvonimir Bilić, Igor Vori, Davor Dominiković, Mirza Džomba, Patrik Ćavar, Slavko Goluža, Denis Špoljarić, Petar Metličić                                             | Lino Červar          |
| 5.    | Russland    | Andrei Lawrow, Alexei Kostygow, Igor Lawrow, Witali Iwanow, Eduard Kokscharow, Oleg Kuleschow, Denis Kriwoschlykow, Oleg Frolow, Wiktor Engowatow, Alexei Peskow, Dmitri Torgowanow, Alexei Kamanin, Alexei Rastworzew, Wjatscheslaw Gorpischin, Alexander Safonow, Michail Tschipurin      | Wladimir Maximow     |
| 6.    | Frankreich  | Yohann Ploquin, Thierry Omeyer, Jérôme Fernandez, Didier Dinart, Cédric Burdet, Guillaume Gille, Bertrand Gille, Guéric Kervadec, Daniel Narcisse, Grégory Anquetil, Andrej Golić, Olivier Girault, Franck Junillon, Jackson Richardson, Joël Abati, Frédéric Louis                         | Claude Onesta        |

## Auszeichnungen
| Position        | Spieler            | Nation      |
| --------------- | ------------------ | ----------- |
| Torhüter        | Peter Gentzel      | Schweden    |
| Linksaußen      | Stefan Kretzschmar | Deutschland |
| Rückraum links  | Alberto Entrerríos | Spanien     |
| Rückraum Mitte  | Ivano Balić        | Kroatien    |
| Rückraum rechts | Petar Metličić     | Kroatien    |
| Rechtsaußen     | Florian Kehrmann   | Deutschland |
| Kreis           | Marcus Ahlm        | Schweden    |